# Transmitancia térmica

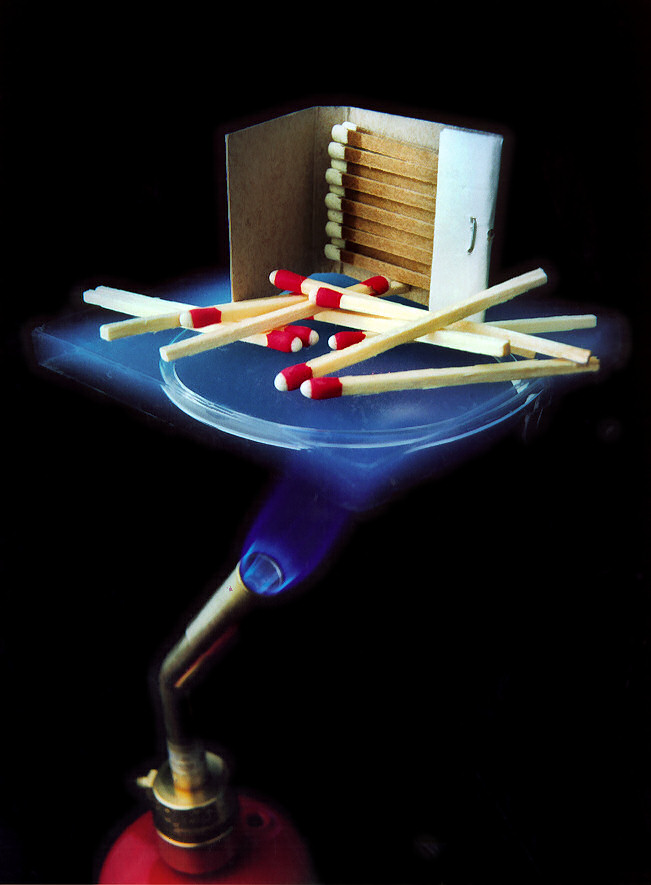
Los aerogeles poseen una muy baja transmitancia térmica.

La transmitancia térmica (U, pero denominada también como Valor-U en algunos lugares) es la medida del calor que fluye por unidad de tiempo y superficie, transferido a través de un sistema constructivo, formado por una o más capas de material, de caras plano paralelas, cuando hay un gradiente térmico de 1 °C (o 1K) de temperatura entre los dos ambientes que éste separa.
En el Sistema Internacional se mide en unidades W/m²K o en W/m²°C. Su valor incluye las resistencias térmicas superficiales de las caras del elemento constructivo, es decir, refleja la capacidad de trasmitir calor de un elemento constructivo en su posición real en el edificio. Cuanto menor sea el valor-U, menor será el paso de energía entre ambas caras, y por tanto mejor las capacidades aislantes del elemento constructivo. En el caso de las ventanas, depende del nivel de aislamiento de perfil y el vidrio.

## Concepto
Se emplea para expresar la capacidad aislante de un elemento constructivo particular formado por una o más capas de materiales. Desde un punto de vista físico es la cantidad de energía que fluye, en la unidad de tiempo, a través de una unidad de superficie del elemento, cuando hay un gradiente térmico unidad. Es el inverso a la resistencia térmica.
A diferencia de la conductancia, incluye los efectos de película dado que se considera un elemento constructivo en una situación real. Su expresión matemática es: 
siendo:
RT: resistencia térmica total (m²·K·W-1)
Rsi: resistencia térmica superficial interior (m²·K·W-1)
Rj: resistencia térmica de cada una de las capas que forman el elemento (m²·K·W-1)
Rse: resistencia térmica superficial exterior (m²·K·W-1)
En la que la resistencia térmica de cada capa es:
siendo 
{\displaystyle e_{j}} es el espesor de la capa j (m)
{\displaystyle {\lambda _{j}}} es la conductividad térmica del material de la capa j, W/(K·m).
La transmitancia térmica se emplea en construcción para el cálculo de las pérdidas (en invierno) o ganancias (en verano) de energía calorífica. Para el cálculo de los sistemas de calefacción, en cualquiera de sus modalidades, se parte de la determinación de la cantidad de energía que hay que suministrar a cada uno de los espacios habitados en la unidad de tiempo (potencia) para mantener una determinada temperatura (la de comodidad). Esta potencia debe compensar las pérdidas de calor por los elementos constructivos que separan los espacios calefactados del exterior o de cualquier otro ambiente a menor temperatura, pérdidas que son función de la trasmitancia de cada uno de los elementos separadores y de la diferencia entre la temperatura interior y la exterior de cálculo, es decir, dependen de la transmitancia de los elementos que definen la estancia a calefactar o, lo que es lo mismo, dependen del aislamiento de los elementos constructivos.
Estas cargas, en la estación cálida serían ganancias, pero en el caso de la refrigeración estas ganancias por trasmisión son una pequeña parte de las ganancias del edificio, pues hay que sumar otras cuestiones también importantes (soleamiento, cargas internas, calor latente...). 
Para determinar las potencias de calefacción o refrigeración necesarias, a estas cargas hay que sumar las cargas por ventilación.